# Montserrat (góra)
Montserrat – masyw górski w Hiszpanii, w regionie Katalonia, na przedmieściach Barcelony. Nazwa, która oznacza górę „postrzępioną”, odnosi się do malowniczych kształtów mocno zerodowanego masywu. Z pewnej odległości góra przypomina piłę, z zębami skierowanymi ku niebu lub chmurę. Najwyższy szczyt, Sant Jeroni, wznosi się na wysokość 1237 m n.p.m.

## Położenie
Masyw Montserrat leży około 35 km na północny zachód od centrum Barcelony. Ciągnie się na długości ok. 10 km z południowego zachodu na północny wschód.

## Geologia
Góry te zbudowane są głównie z konglomeratów i zlepieńców, które powstały w niewielkim, wewnętrznym morzu katalońskim przed 50-35 milionami lat. Materiał na nie, w postaci zróżnicowanego wymiarowo skalnego granulatu (od drobnego żwirku po otoczaki o średnicy sięgającej do kilkudziesięciu centymetrów), przyniosły dawne wartkie rzeki z pobliskiego, znacznie starszego masywu katalońsko-balearskiego. Warstwa kamieni, spojonych ilastym, wapiennym lepiszczem, osiągnęła grubość sięgającą 1000 m. Na początku oligocenu została ona wydźwignięta i potrzaskana licznymi pęknięciami, które wyznaczyły główne kierunki działania erozji. Z czasem powstały tu całe zgrupowania obłych szczytów i turni o prawie gładkich ścianach, nierzadko podciętych od dołu, dzielących się na wyraźne piętra. W warstwach o mniejszej odporności, rozdzielających te piętra, powstały liczne nisze i schroniska skalne, a nawet płytkie jaskinie, zaadaptowane znacznie później przez mnichów z klasztoru Montserrat na pustelnie.

## Roślinność
Flora Montserrat liczy ok. 1250 gatunków. Roślinność – podobnie jak w innych niezbyt wysokich górach strefy śródziemnomorskiej – jest tu mocno zróżnicowana nie tylko w zależności od wysokości n.p.m., ale również w zależności od wystawy zboczy. Po stronie zacienionej (północnej i wschodniej), pas regla dolnego sięga do 650 m n.p.m., regla górnego – do 800 m n.p.m. Powyżej rozciąga się strefa bezleśna, poza obszarami litych skał i skalistych usypisk porośnięta niską roślinnością krzaczastą lub zielną. Najbardziej charakterystycznym gatunkiem drzewa w lasach gór Montserrat jest dąb ostrolistny. Występuje on tu w kilku odmianach różniących się kształtem liści (jedne są wydłużone, całobrzegie, drugie – owalne, z brzegami kolczastymi, jeszcze inne wyraźnie ząbkowane, spodem kutnerowato owłosione), zarówno w formie drzewiastej, jak i krzaczastej. Obok niego znajdziemy tu sosnę alepską o długich, wiotkich igłach i szereg gatunków krzewów, m.in. świdośliwę jajowatą. W strefie regla górnego rosną m.in. typowy przedstawiciel zbiorowisk roślinności twardolistnej, zwanej tu bosc – dąb portugalski, klon włoski, klon polny, cis pospolity, a w warstwie krzewów towarzyszą im m.in. leszczyna pospolita, kalina wawrzynowata i bukszpan.
Strona słoneczna – cieplejsza i bardziej sucha – ma jedno piętro leśne, sięgające ok. 1000 m n.p.m. Gatunkami lasotwórczymi są tu również głównie dąb ostrolistny i sosna alepska. Towarzyszy im jednak znacznie więcej gatunków krzewów: jałowiec pospolity, jałowiec fenicki, jałowiec kolczasty, sięgający niespełna 2 m wysokości krzaczasty dąb skalny o wieczniezielonych liściach, przewiercień krzewiasty, biało kwitnący wrzosiec drzewiasty oraz kwitnący kwiatami wyraźnie różowymi wrzosiec wielokwiatowy. Pospolite są rośliny znane z kuchni: rozmaryn i tymianek.

## Fauna
Fauna gór jest stosunkowo uboga. Z większych ssaków występuje tu dzik, poza tym kuna domowa i wiewiórka. Bardzo rzadko pojawia się nocny drapieżnik – żeneta. Szczeliny skalne i jaskinie stanowią kryjówki dla 12 gatunków nietoperzy. W 1995 r. introdukowano w masywie Montserrat małe stadko koziorożców pirenejskich (Capra pyrenaica hispanica, przez katalończyków nazywanych la cabra salvatge – czyli dzika koza), sprowadzonych z niedalekiego masywu Ports de Beseit. Dwa lata później na świat przyszły pierwsze młode. Obecnie żyje tu ok. 100 koziorożców, a więc tyle, na ile naukowcy oceniają naturalną pojemność tego niewielkiego masywu.
Spośród ptaków gór Montserrat przeważają gatunki ściśle związane z gołymi skałami: jerzyk alpejski (po katalońsku ocell), większa od naszych gatunków jaskółka skalna (kat. roquerol) oraz pomurnik. Gnieździ się tu też orzeł południowy o półtorametrowej rozpiętości skrzydeł oraz sokół wędrowny.
Z gadów najczęściej spotkamy jaszczurki: piaskarkę algierską, mniejszą od niej murówkę hiszpańską oraz największą europejską jaszczurkę – dochodzącą do 60 cm, jaszczurkę perłową. W niższych położeniach występują gekon murowy oraz płochliwy, duży (do 180 cm) wąż – malpolon. Inne gatunki węży to gniewosz południowy, wąż drabinkowy (Rhinechis scalaris) i jadowita żmija iberyjska.

## Ochrona przyrody
W celu ochrony przyrody masywu w 1987 r. powołany został Park Przyrodniczy Montserrat (hiszp. Parc Natural de Montserrat). Jego powierzchnia wynosi 3630 ha (w tym 1981 ha rezerwatów przyrody), zaś strefa ochronna – 4039 ha.

## Klasztor Montserrat
Na zboczach masywu znajduje się klasztor benedyktynów, najświętsze miejsce Katalończyków, sanktuarium Czarnej Madonny z Montserrat.

## Koleje górskie
Na terenie masywu funkcjonują połączenia kolejowe:
- Kolej linowa w Montserrat
- Funicular de Sant Joan
- Funicular de la Santa Cova
- kolej zębata Cremallera de Montserrat

## Turystyka
Masyw jest jednym z ulubionych celów wycieczek mieszkańców Barcelony. Sprzyja temu bliskość tego ośrodka miejskiego, łatwy dojazd oraz szybki dostęp do szeregu wyżej położonych celów dzięki ww. kolejom. We wschodniej części, bliższej klasztorowi Montserrat, wytyczono kilka znakowanych szlaków turystycznych, w tym czerwono znakowany Caminou de Sant Jeroni, prowadzący od górnej stacji funikularu Sant Joan na najwyższy szczyt masywu, Sant Jeroni.
Większość szlaków i ścieżek jest łatwa, jednak ze względu na ukształtowanie terenu masyw ten może być niebezpieczny. 14 grudnia 2014 r. podczas wędrówki z żoną i synem zginął tu najbogatszy mieszkaniec Katalonii, 71-letni miliarder Isak Andic, który poślizgnął się i spadł z wysokości 150 metrów.